# Criticonoma episcardina
Criticonoma episcardina är en fjärilsart som beskrevs av László Anthony Gozmány. Criticonoma episcardina ingår i släktet Criticonoma och familjen äkta malar. Inga underarter finns listade i Catalogue of Life.